# Notes from Vanadzor: Urban Armenian Rock
Notes from Vanadzor: Urban Armenian Rock — четвёртый студийный альбом армянской рок-группы Lav Eli, вышел в августе 2006 года на лейбле Pomegranate Music.

## Об альбоме
В 2001 году по инициативе Гора Мхитаряна группа после двухлетнего перерыва вновь собралась и в течение 14-и месяцев подготовила материал для нового альбома. Уже через год группа была готова начать запись альбома, однако из-за очень высоких цен на независимых лейблах после цифровой революции, у них не было средств, чтобы выпустить компакт-диск и проект был отложен на неопределенный срок. В течение двух лет Гор Мхитарян и Ваге Тертерян жили в Лос-Анджелесе, Мгер Манукян работал в Ереване, а Давид Григорян играл в различных группах Еревана и Ванадзора. Наконец в 2006-м полностью армяноязычный альбом группы был записан. Он стал первым коммерчески успешным альбомом группы.

## Список композиций
Авторы всех песен Гор Мхитарян и Мгер Манукян.
| №   | Название                                   | Русское название                       | Длительность |
| --- | ------------------------------------------ | -------------------------------------- | ------------ |
| 1.  | «Սկիզբը»                                   | Начало                                 | 5:55         |
| 2.  | «Թե ինչ ես անում, երբ տանը մենակ ես մնում» | Что делаешь, когда остаёшся одной дома | 3:23         |
| 3.  | «Գտա քեզ երկնքում»                         | Нашёл тебя в небе                      | 4:41         |
| 4.  | «Դե գնա»                                   | Уходи                                  | 4:00         |
| 5.  | «Կարոտ»                                    | Тоска                                  | 2:04         |
| 6.  | «Ճամփորդական»                              | Дорожная                               | 3:26         |
| 7.  | «Փող»                                      | Деньги                                 | 5:24         |
| 8.  | «Ասք Լուսնի մասին»                         | Лунная сага                            | 3:37         |
| 9.  | «Ես ձեզ պես չեմ»                           | Я не как вы                            | 4:04         |
| 10. | «Գարուն է եկել»                            | Пришла весна                           | 4:06         |
| 11. | «Լավ Էլի (գործիքային)»                     | Лав Эли (инструментальный)             | 1:32         |

## Над альбомом работали
- Мгер Манукян — вокал, гитара, губная гармошка, тексты песен, музыка
- Гор Мхитарян — гитара, бэк-вокал, тексты песен, музыка
- Ваге Тертерян — бас
- Давид Григорян — ударные
- Микаэл Маргарян — звукорежиссёр, монтаж
- Раффи Менешян — продюсер